# Chaeropus
Chaeropus és un gènere extint de peramelemorfs de la família dels queropòdids (Chaeropodidae). Inclou dues espècies molt similars que habitaven les planes àrides i semiàrides d'Austràlia. La seva distribució minvà fins que a la dècada del 1950 ja només ocupava una zona desèrtica de l'interior del continent australià. Des d'aleshores no se n'ha observat cap espècimen viu i es creu que s'ha extingit.